# 泓景臺

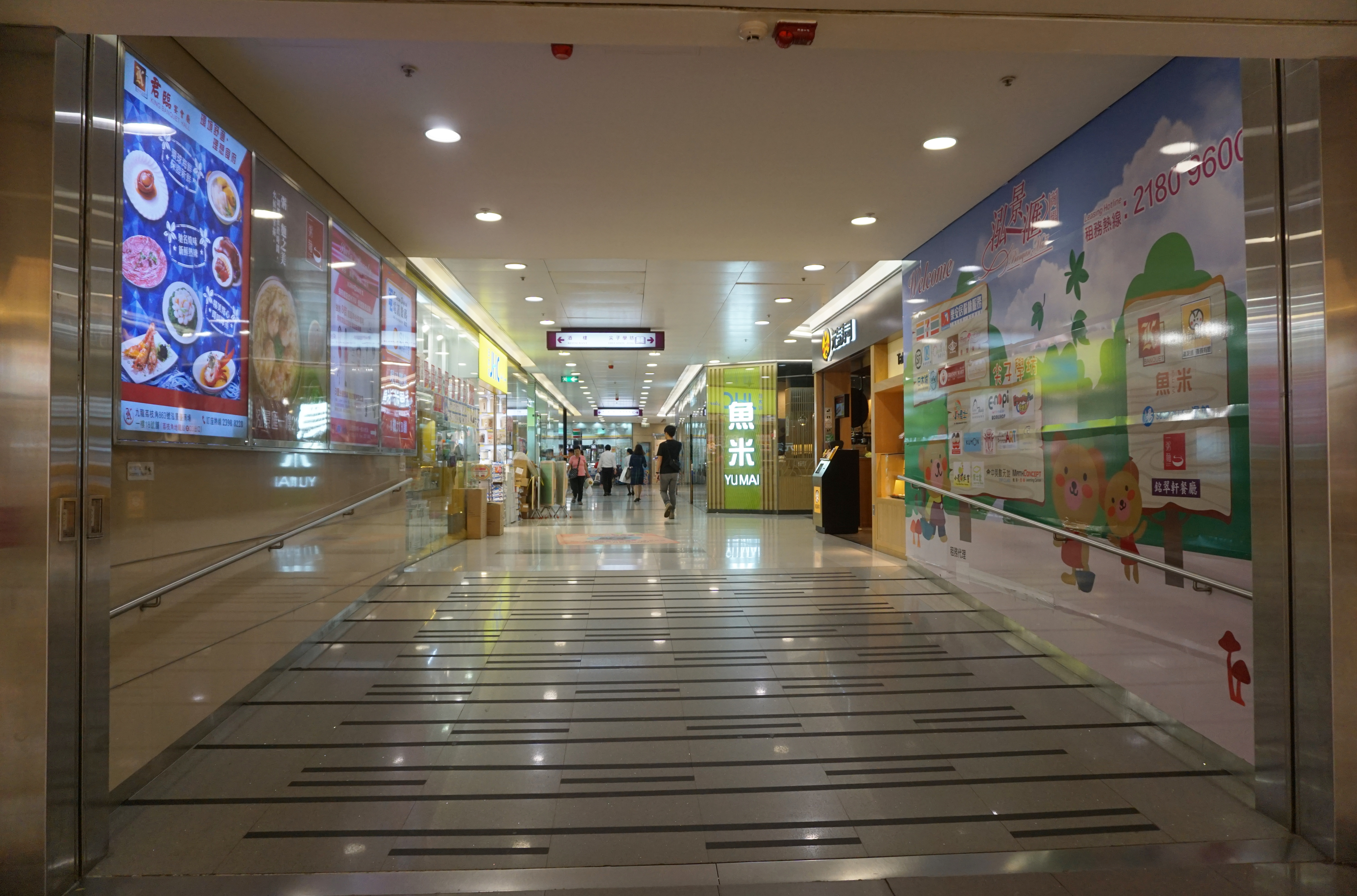
泓景滙商場

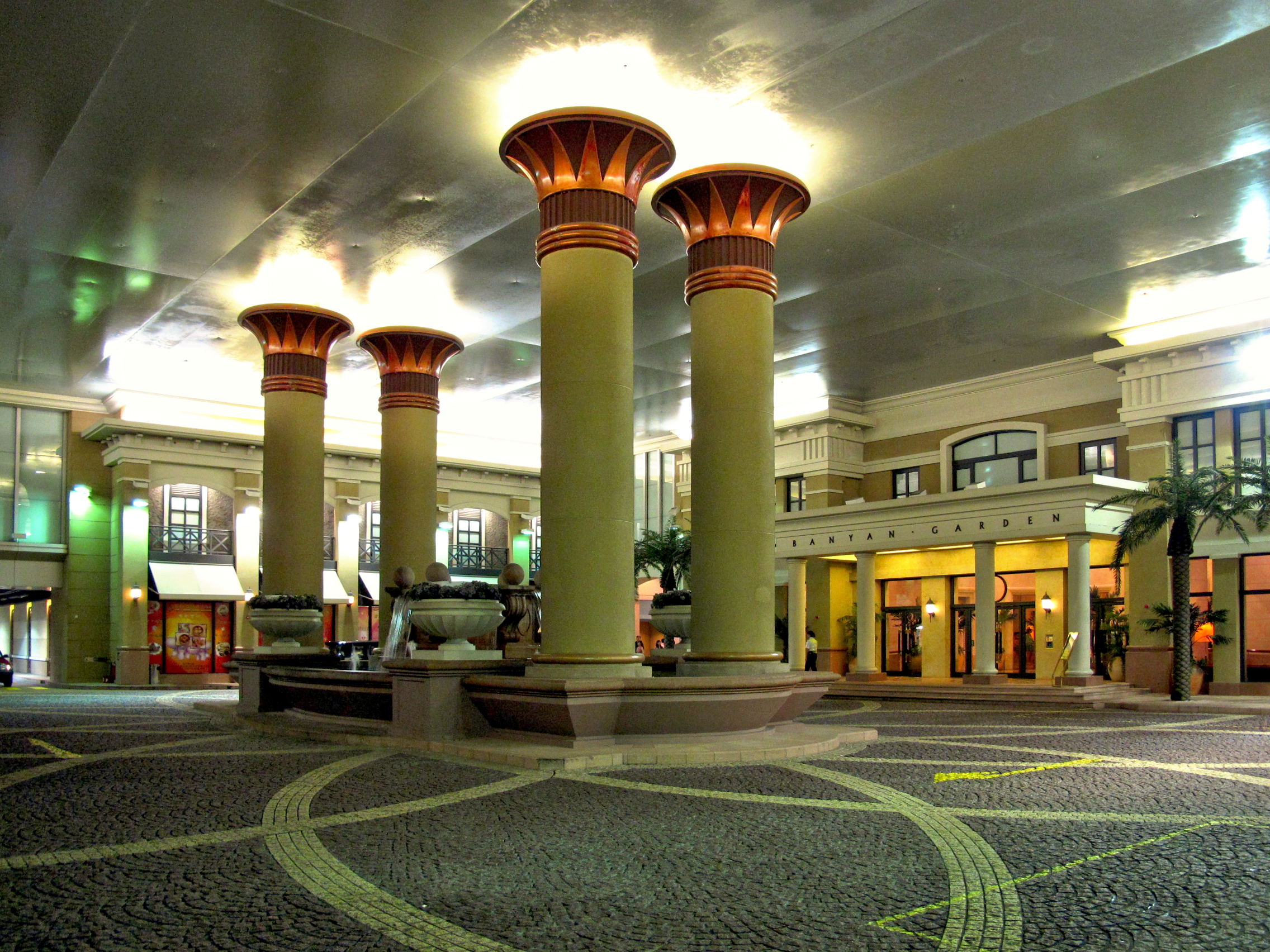
車道入口

泓景臺（英語：Banyan Garden）是位於香港九龍深水埗區長沙灣的私人屋苑，何顯毅建築工程師樓負責建築設計，榮康建築負責興建，最早一期於2003年入伙，與昇悅居、宇晴軒和碧海藍天同時興建，並合稱「西九四小龍」。屋苑前身為港澳飛翼船、宏德機器鐵工廠及財利船廠廠房，發展商為長江實業、中國光大集團、兩間造船廠及燕昌有限公司，建築面積由617至978平方呎。

## 設施
物業附設平台花園、兒童遊戲室、室內游泳池、太陽燈室、全能健身室、桑拿浴室、健身舞室、多用途室、音樂中心、卡拉OK室、視聽電影室、桌球室、壁球室、Cyber Cafe、圖書館、大型水族觀賞廊、箭藝練習場。
泓景臺於2002年開售時，曾使用陳光榮作曲，容祖兒主唱的《我的驕傲》，以及馮曦妤主唱的《Proud of You》作為廣告主題曲。2012年無綫電視劇《當旺爸爸》和2022年的《下流上車族》，亦以該處的花園平台以及住客會所作為拍攝場地。

## 知名人士
- 楊思琦——藝人
- 梁榮忠——藝人

## 註解
1. ↑  為梁昌家族私人公司，曾經營港澳飛翼船。

## 資料來源
1. ↑  . 通用圖書. 1992-03: 8-9.
2. ↑  .   [2016-11-29]. （原始内容存档于2017-02-05）.
3. ↑  .   [2016-11-29]. （原始内容存档于2017-01-10）.
4. ↑  西環水街＞荃灣福來邨 （页面存档备份，存于）
5. ↑  .   [2016-11-29]. （原始内容存档于2016-09-21）.
6. ↑  .   [2016-11-29]. （原始内容存档于2017-01-15）.

## 外部連結
- 官方網頁 （页面存档备份，存于）

22°20′04″N 114°08′50″E / 22.3344°N 114.1472°E